# Транскарибський газопровід
Транскарибський газопровід (Antonio Ricaurte Trans-Caribbean Gas Pipeline) — газопровід, що з'єднує північно-східний газовидобувний район Колумбії із суміжним венесуельським регіоном навколо озера Маракайбо.
У середині 2000-х на колумбійському газовому родовищі Чучупа, розташованому поблизу північно-східного карибського узбережжя, приступили до реалізації програми з нарощування видобутку. В той же час, намітився дефіцит газу транскордонному венесуельському регіоні Маракайбо. Останній забезпечувався за рахунок попутного газу нафтових родовищ, падіння видобутку на яких впливало і на поставки блакитного палива. Основним шляхом вирішення цієї проблеми було з'єднання родовищ Східної Венесуели з відокремленою газотранспортною системою Маракайбо, проте як швидше тимчасове рішення обрали імпорт палива з Колумбії.
Газогін довжиною 225 км (90 км колубійська та 135 км венесуельська ділянки) ввели в експлуатацію у 2007 році. Він міг забезпечити поставки до 4,2 млн м3 газу на добу, а як основні споживачі планувались теплоелектростанції Rafael Urdaneta та Ramon Laguna.
У майбутньому, за умови належного розвитку газовидобутку у Венесуелі, яка володіє найбільшими запасами газу в Південній Америці, можливе переведення системи в реверсний режим та її продовження до Панами та Нікарагуа для обслуговування експорту венесуельського блакитного палива.
В 2015 році через дефіцит електроенергії в умовах посухи (що впливає на виробіток гідроелектростанцій), Колумбія призупинила поставки газу до Венесуели. Втім, того ж року біля узбережжя Маракайбо розпочалась розробка венесуельського родовища Перла.